# Саутуола, Марселино де
Марсели́но Санс де Саутуо́ла, чаще употребляют Марсели́но де Саутуо́ла (исп. Marcelino Sanz de Sautuola; 1831; Сантандер; Кантабрия — 2 июня 1888) — испанский юрист и археолог-любитель, который владел землёй, где была найдена пещера Альтамира.

## Биография

### Детство
В детстве увлекался естественными науками, такими, как ботаника и геология. Так, в 1866 году им были представлены некоторые заметки по акклиматизации эвкалипта в Кантабрии.

### Альтамира
То, что пещера славится своей уникальной коллекцией доисторического искусства, в середине XIX века местные жители знали, но должного внимания этому не уделялось, пока в 1868 её не «открыл» охотник Модесто Перес.

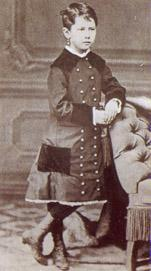
Мария де Саутуола

Саутуола начал исследовать пещеру в 1875 году. Впоследствии он побывал на Всемирной выставке в Париже и увидел там коллекцию первобытного оружия. Он предположил, что в недавно открытой пещере можно найти что-нибудь подобное. До 1879 года он смог найти немало орудий труда древнего человека. Однажды он взял с собой дочь Марию, 9-ти лет (по другим данным 12-ти), которая заметила, что потолок был покрыт изображениями бизонов, дочь воскликнула: «Папа, смотри, нарисованные быки!». Марселино, увидев подобные изображения, которые были выгравированы на палеолитических объектах, справедливо предположил, что эти картины могут принадлежать эпохе каменного века. Это открытие привлекло Хуана Виланова-и-Пьера, археолога из Мадридского университета, он стал помогать Саутуоле в дальнейшей работе по исследованию.

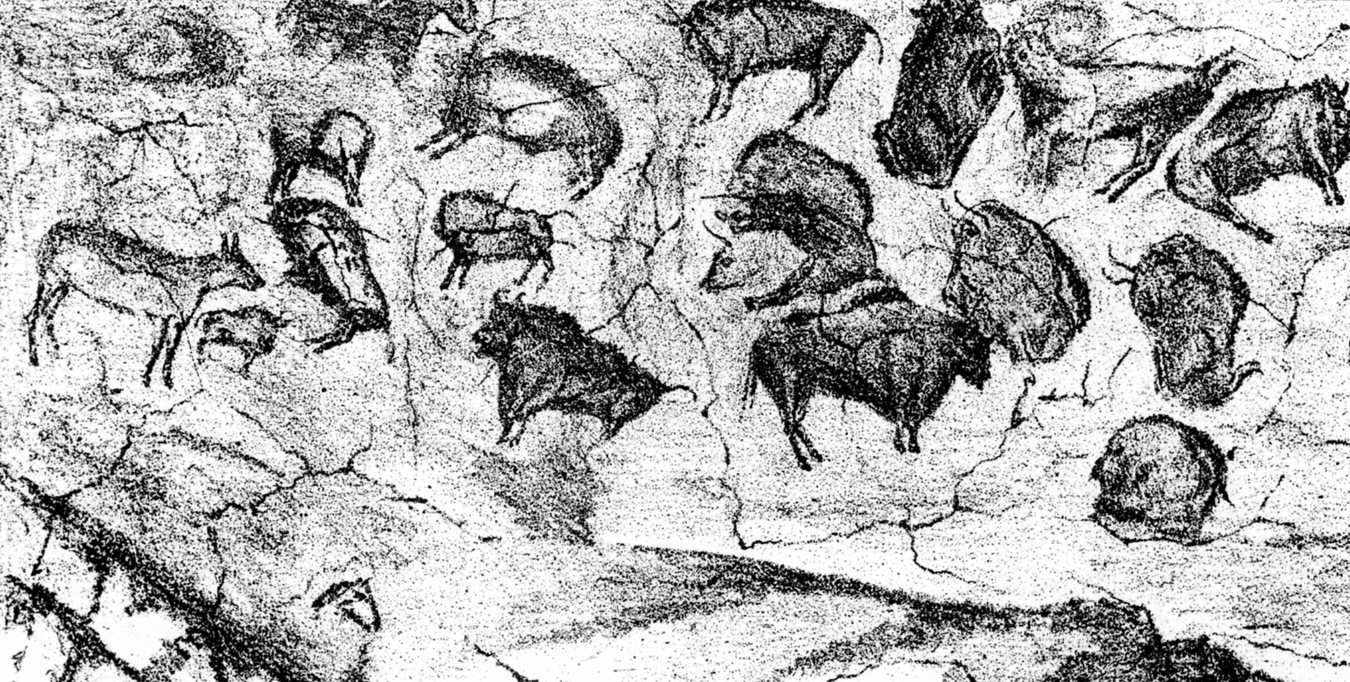
Рисунки, найденные Саутуолой

### Публикации и признание открытия
Саутуола и Пьера опубликовали результаты исследования в 1880 году, в дальнейшем оба получили общественное признание. Но научное общество тогда не желало принимать так называемые «картины древности». Французские специалисты, во главе которых был Габриэль де Мортилье, были особенно радикально настроены против Саутуолы и Пьера. Их результаты были громко высмеяны на доисторическом конгрессе в Лиссабоне (1880) из-за того, что картины были высокого художественного качества и были исключительного состояния сохранности, Саутуола был обвинен в подделке. Его земляки утверждали, что картины были подготовлены современным художником по заказу Саутуолы.
Саутуола умер 2 июня 1888 года с клеймом обманщика; одной из причин смерти стала душевная травма.
В 1902 году благодаря новым раскопкам в пещере было доказано, что картины были нарисованы в период между 11000 и 19000 лет назад, то есть в эпоху каменного века. Ещё в 1895 году отпечатки, подобные найденным Саутуолой, были найдены во Франции, но никто не хотел объявлять об этом, пока подобные изображения не были также найдены в пещере Фон де Гом и Комбарелль. Выдающийся французский археолог Эмиль Картальяк, который был одним из ведущих критиков, решительно признал свою ошибку в известной статье «Mea Culpa d’un sceptique», опубликованной в журнале «L’Anthropologie», также Картальяк выразил своё восхищение в адрес Саутуолы.
Мария и Марселино Саутуолы были признаны первооткрывателями наскального искусства каменного века.
В 2016 году об открытии Марселино и Марии (Кончиты) Саутуолы режиссёр Хью Хадсон снял фильм «Альтамира» с Антонио Бандерасом и Гольшифте Фарахани в ролях супругов.

## Семья
Дочь Мария вышла замуж за бискайского буржуа Ботин. Нынешние владельцы Grupo Santander являются потомками Саутуолы.

## Список литературы
- Эмиль Картальяк, " La grotte d’Altamira, Espagne. Mea culpa d’un sceptique ", L’Anthropologie, том 13, (1902).